# Хедвиг фон Мансфелд
Хедвиг фон Мансфелд (на немски: Hedwig von Mansfeld; Hedwig Gräfin von Mansfeld-Heldringen; † сл. 1450 или сл. 1477) е графиня от Мансфелд и чрез женитба господарка на Гера, Шлайц, Райхенфелс, Заалбург и Бургк.
Тя е дъщеря на граф Фолрад II фон Мансфелд († 1450) и втората му съпруга принцеса Маргарета от Силезия-Саган-Прибус († 1491), дъщеря на херцог Йохан I фон Саган († 1439) и Схоластика Саксонска († 1463), дъщеря на курфюрст Рудолф III от Саксония-Витенберг († 1419).

## Фамилия
Хедвиг фон Мансфелд се омъжва за Хайнрих XII фон Гера-Шлайц „Средния“ († 26 август 1500), господар на Шлайц, Райхенфелс, Заалбург и Бургк, син на Хайнрих IX фон Гера „Средния“ († 1482) и графиня Мехтилд фон Шварцбург-Вахсенбург († 1446). Те имат пет деца:
- Хайнрих XIV (XIII) фон Гера „Стари“ († 12 април 1538 в Лобенщайн, Тюрингия), господар на Гера-Хартенщайн, женен I. пр. 19 септември 1502 г. за Матилда фон Миниц († сл. 1510), II. 1515 г. за графиня Анна фон Байхлинген († 30 юли 1571)
- Хайнрих XV (XIV) фон Гера († 7 август 1550 в замък Бургк, Тюрингия), господар на Гера, Шлайц, Лобенщайн-Заалбург, женен I. пр. 24 октомври 1510 г. за Лудмила фон Лобковиц († 1532), II. сл. 11 септември 1532 г. за Маргарета († пр. 11 септември 1549), III. на 6 май 1550 г. за Маргарета фон Шварцбург († 18 март 1559)
- Катарина фон Гера (* ок. 1475; † сл. 23 май 1505), омъжена на 7 юли 1496 г. за фогт Хайнрих XI (XII) Ройс фон Грайц-Плауен († 1500/7 юли 1502)
- Бригита фон Гера († 1552), омъжена за Николаус IV Попел фон Лобковиц († 20 януари 1531)
- Анна фон Гера († 28 или 29 септември 1555 в Кроншвитц), приорес в Кроншвитц, Тюрингия през 1533 г.